# Dotterblumen
Die Dotterblumen (Caltha) sind eine Pflanzengattung innerhalb der Familie der Hahnenfußgewächse (Ranunculaceae). Zu dieser Gattung gehören zehn Arten aus den gemäßigten Gebieten beider Erdhalbkugeln.

## Beschreibung

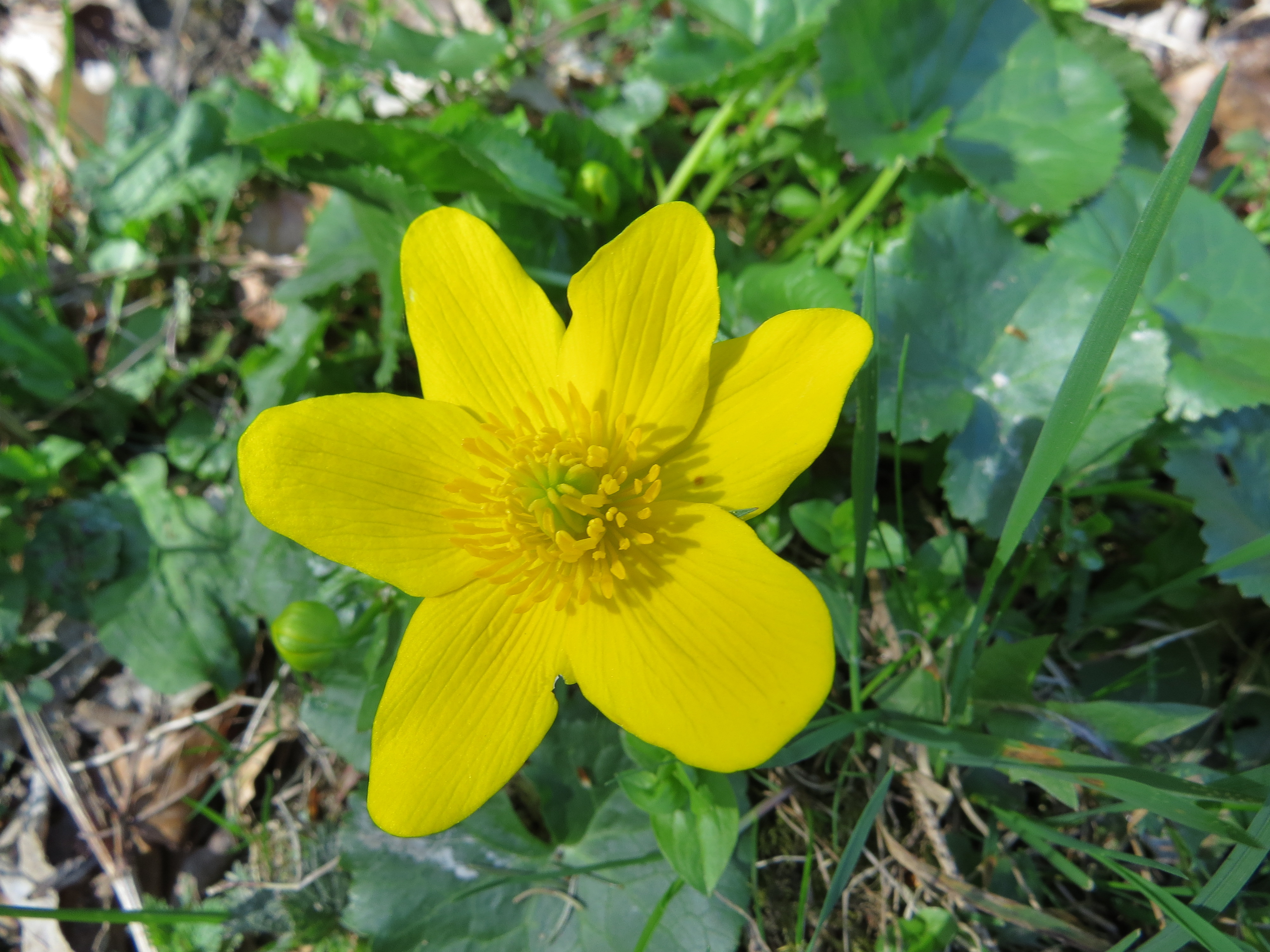
Blüte von Caltha palustris

### Vegetative Merkmale
Dotterblumen-Arten  sind ausdauernde, krautige Pflanzen. Sie bilden Rhizome als Überdauerungsorgane. Alle Pflanzenteile sind kahl.
Die wechselständigen Laubblätter sind einfach und herzförmig. Bei einigen Arten wird aus den Öhrchen der Blattspreite ein umgebogener Anhang gebildet. Nebenblätter fehlen.

### Generative Merkmale
Die Blüten stehen einzeln oder zu wenigen in zymösen Blütenständen. Die zwittrigen Blüten sind radiärsymmetrisch. Die Blütenhülle besteht aus einem einzigen Kreis aus fünf oder mehr kronblattartigen, goldgelben oder weißen Kelchblättern. Die 15 bis 25 Staubblätter sind kürzer als die Kelchblätter. Die vier bis fünfzehn freien und oberständigen Fruchtblätter stehen zu mehreren aufrecht zusammen. Jedes Fruchtblatt enthält mehrere Samenanlagen in zwei Reihen.
Die kahlen Balgfrüchte stehen zu mehreren zusammen.

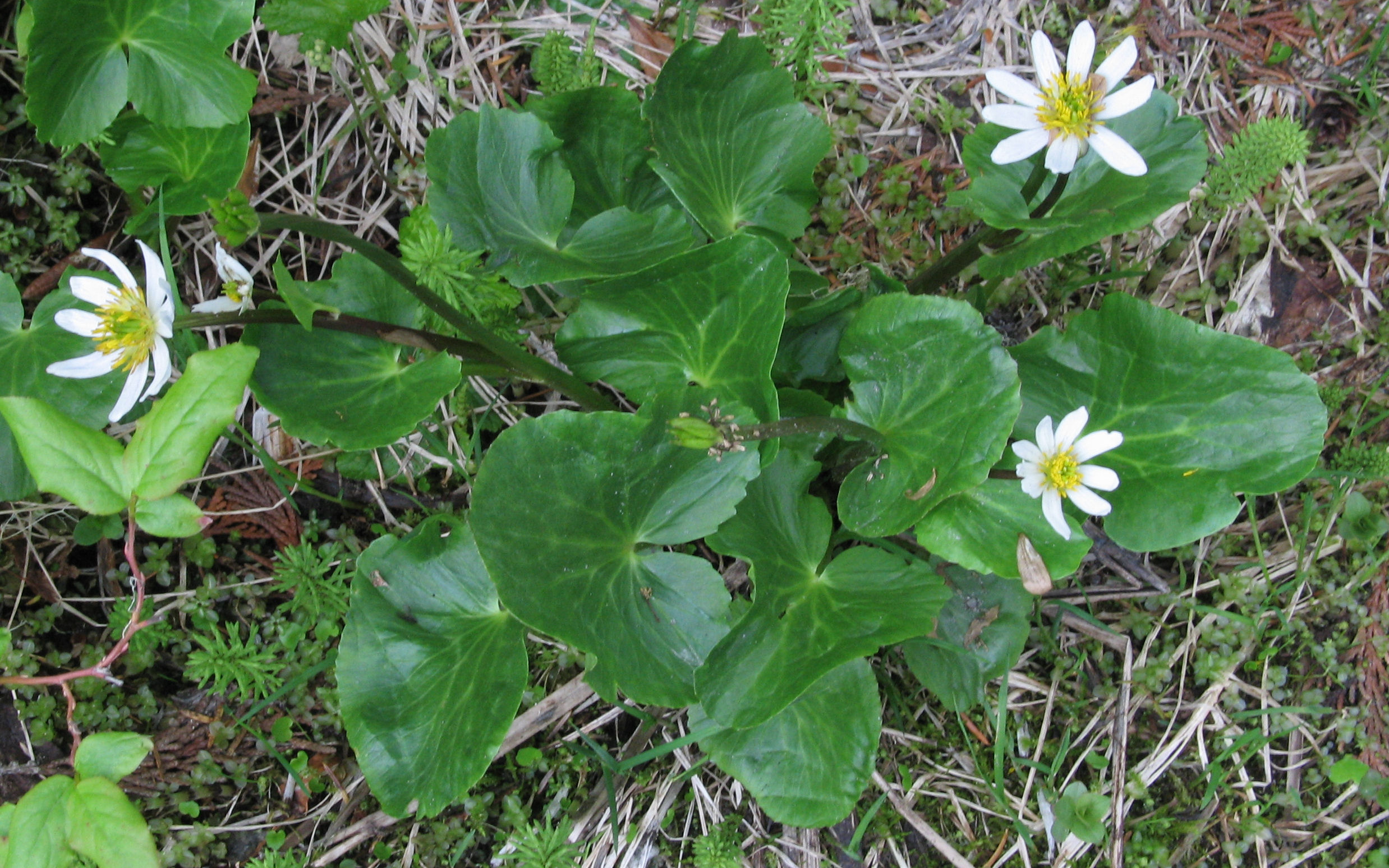
Sektion Caltha: Westamerikanische Dotterblume (Caltha leptosepala)

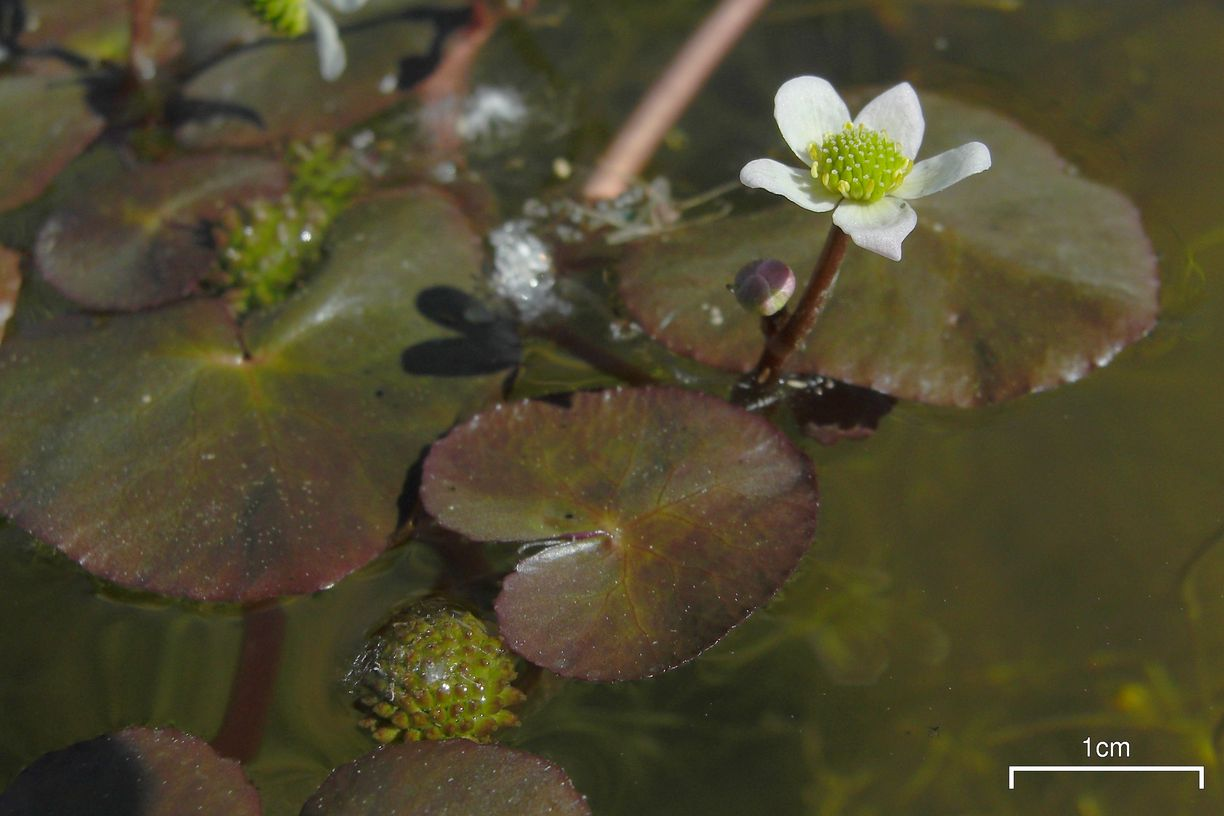
Sektion Caltha: Schwimmende Dotterblume (Caltha natans)

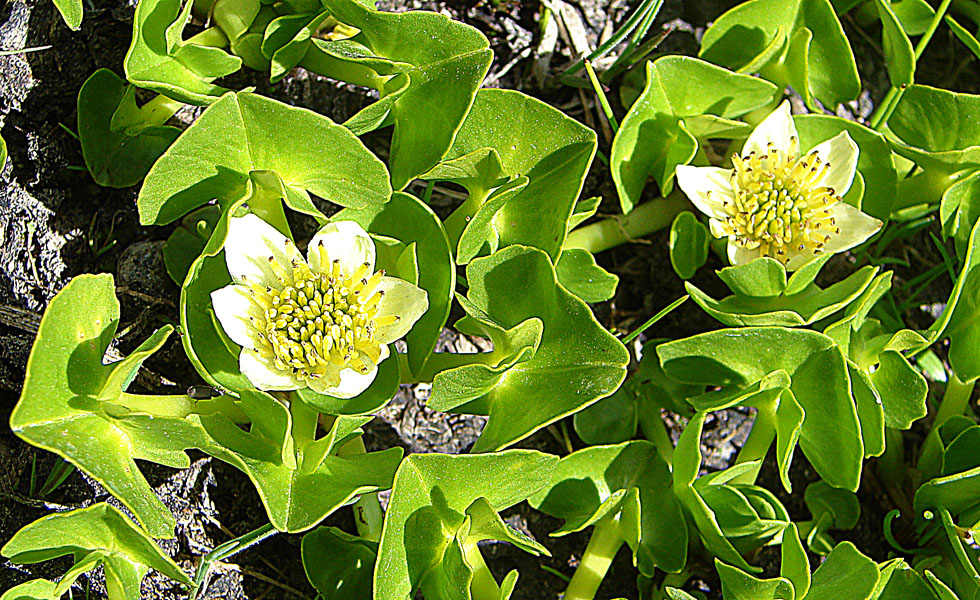
Sektion Psychrophila: Caltha sagittata

## Vorkommen
Die Arten der Gattung Caltha gedeihen meist in kühleren Gebiete und sind in den gemäßigten bis kalten Regionen auf der Nord- und Südhalbkugel zu finden, wobei auf der Südhalbkugel nur begrenzte Vorkommen existieren, was wahrscheinlich mit dem Fehlen geeigneter Standorte zu begründen ist. Alle Arten der Gattung Caltha findet man auf feuchten Standorten. In niedrigeren Höhenlagen ist die Gattung Caltha an Sümpfe und andere Feuchtgebiete gebunden, in größeren Höhenlagen ist sie oftmals mit Schmelzwasser assoziiert. In Australien kommen zwei Arten vor.

## Systematik
Die Gattung Caltha wurde 1753 durch Carl von Linné in Species Plantarum, Tomus I, S. 558 aufgestellt. Der Gattungsname Caltha lässt sich etymologisch auf den griechischen Terminus für Blütenkelch zurückführen (kályx).
Die Gattung Caltha wird auf Grundlage morphologischer und geographischer Unterschiede in zwei Sektionen unterteilt mit insgesamt zehn Arten. Sektion Psychrophyla ist mit sechs Arten auf der Südhalbkugel verbreitet und weist umgebogene Anhänge an den Blättern auf; die Sektion Caltha mit vier Arten ist auf der Nordhalbkugel verbreitet und bildet keine Blattanhänge. Diese Aufteilung der Gattung wurde durch molekularbiologische Untersuchungen bestätigt.
- Sektion Caltha
  - Caltha dysosmoides Tao Zhang, Bing Liu, Y.Q.Hao, Y.Yang & Y.J.Lai: Die Art wurde 2016 aus Sichuan erstbeschrieben.
  - Westamerikanische Dotterblume (Caltha leptosepala DC.), Heimat: Alaska, West-Kanada, Westliche USA, Rocky Mountains
  - Schwimmende Dotterblume (Caltha natans Pall.), Heimat: Nordasien, Alaska, Kanada, Minnesota, Wisconsin
  - Sumpfdotterblume (Caltha palustris L.), Heimat: Europa, Asien, Nordamerika
  - Caltha scaposa Hook. f. & Thomson, Heimat: Himalaja
- Sektion Psychrophila DC. (die Arten werden von manchen Autoren auch in eine eigene Gattung Psychrophila (DC.) Bercht. & J. Presl gestellt)
  - Caltha appendiculata Pers., Heimat: Argentinien
  - Caltha dionaeifolia Hook., Heimat: Argentinien
  - Caltha introloba F. Muell., Heimat: Australien
  - Caltha novae-zelandiae Hook. f., Heimat: Neuseeland
  - Caltha obtusa Cheeseman, Heimat: Neuseeland
  - Caltha sagittata Cav. (Syn.: Psychrophila sagittata (Cav.) Bercht. & J. Presl), Heimat: Südspitze Südamerikas